# Udo Quellmalz
Udo Quellmalz (8 de março de 1967) é um judoca alemão aposentado.
Competiu nos Jogos Olímpicos de verão, ganhando uma medalha de bronze em 1992 e uma medalha de ouro em 1996. 
Também ganhou os Campeonatos Mundiais de Judô em 1991 e 1995. Quellmalz foi nomeado treinador principal da Federação Belga de Judô em 2022. Anteriormente, dirigiu a equipa britânica de judô e foi treinador das equipes da Áustria e do Qatar.